# The Green Glove
The Green Glove is een Amerikaans-Franse misdaadfilm uit 1952 onder regie van Rudolph Maté. Destijds werd de film in Nederland uitgebracht onder de titel De groene handschoen.

## Verhaal
Tijdens de oorlog kruisen de Amerikaanse paratroeper Michael Blake en de collaborateur Paul Rona elkaars pad in Frankrijk. Rona heeft een religieus kunstvoorwerp gestolen. Jaren later keren Blake en zijn vriendin terug naar Frankrijk om de kunstschat te zoeken. Er zijn echter kapers op de kust.

## Rolverdeling
| Acteur           | Personage          |
| ---------------- | ------------------ |
| Glenn Ford       | Michael Blake      |
| Geraldine Brooks | Christine Kenneth  |
| Cedric Hardwicke | Pastoor Goron      |
| George Macready  | Graaf Paul Rona    |
| Gaby André       | Gaby Saunders      |
| Jany Holt        | Gravin             |
| Roger Tréville   | Inspecteur Faubert |
| Georges Tabet    | Jacques Piotet     |
| Meg Lemonnier    | Mevrouw Piotet     |
| Paul Bonifas     | Inspecteur         |
| Jean Bretonnière | Zanger             |